# Dystonie
Dystonie je porucha pohybu, při které mimovolní svalové kontrakce vedou k pomalým opakujícím se pohybům nebo abnormálnímu držení těla. Může se také objevit bolest nebo třes. U některých se příznaky objevují pouze při cvičení, stresu nebo únavě. Mezi komplikace může patřit deprese nebo úzkost.
Může být zděděna po rodičích osoby nebo způsobena porodním poraněním, mrtvicí, infekcí, otravou olovem, otravou CO a jako vedlejší účinek některých léků, jako jsou antidopaminergní látky. Základní mechanismus zahrnuje určité oblasti mozku, často bazální ganglia. Může být kategorizována jako generalizovaná, fokální, multifokální, segmentální nebo hemidystonie; nebo podle postižené části těla, jako je cervikální (krční) dystonie, blefarospasmus (kontrakce očních víček), spisovatelské křeče a hudební dystonie. Diagnóza může zahrnovat genetické testování, magnetickou rezonanci a krevní testy.
Pokud k tomu dojde v důsledku užívání léků, může jejich vysazení vést k ústupu potíží. Léčba může jinak zahrnovat léky, jako jsou anticholinergika, benzodiazepiny nebo dopaminergní látky; injekce botulotoxinu; fyzioterapii; nebo chirurgický zákrok, například hlubokou mozkovou stimulaci.
Dystonie postihuje ve Spojených státech až 250 000 lidí. Je méně častá než poruchy pohybu, jako je esenciální tremor a Parkinsonova choroba. Mohou být postiženy osoby všech věkových kategorií. Termín byl vytvořen v roce 1911.